# Sổ tạng bẩm sinh
Sổ tạng bẩm sinh (gastroschisis) là một dị tật bẩm sinh, trong đó ruột của em bé mở rộng ra ngoài thành bụng thông qua một lỗ bên cạnh rốn. Kích thước của lỗ này là khác nhau và các cơ quan khác bao gồm dạ dày và gan cũng có thể bị đưa ra bên ngoài cơ thể của em bé. Các biến chứng có thể bao gồm các vấn đề về ăn uống, sinh non, viêm đường ruột và chậm phát triển trong tử cung.
Nguyên nhân của chứng này thường không rõ. Tỷ lệ cao hơn ở những đứa trẻ sinh ra từ những bà mẹ hút thuốc, uống rượu hoặc dưới 20 tuổi. Siêu âm trong khi mang thai có thể đóng vai trò chẩn đoán. Nếu không thì chẩn đoán sẽ được thực hiện khi sinh nở. Nó khác với omphalocele ở chỗ không có màng bao phủ trên ruột.
Điều trị chứng này bao gồm phẫu thuật. Điều này thường xảy ra ngay sau khi sinh.  Ở những đứa trẻ có khuyết tật lớn, các cơ quan tiếp xúc có thể được bao phủ bằng một vật liệu đặc biệt và từ từ di chuyển trở lại vào ổ bụng.  Tình trạng ảnh hưởng đến khoảng 4 trên 10.000 trẻ sơ sinh. Xác suất mắc chứng này dường như đang tăng lên.

## Dấu hiệu và triệu chứng
Không có dấu hiệu khi mang thai. Khoảng 60% trẻ sơ sinh bị sổ tạng bẩm sinh được sinh non. Khi sinh ra, em bé sẽ có một lỗ tương đối nhỏ (<4cm) trên thành bụng, thường chỉ nằm ở bên phải của rốn. Một phần ruột thường ở bên ngoài cơ thể, đi qua lỗ mở này. Trong trường hợp hiếm gặp, gan và dạ dày cũng có thể nằm ngoài cơ thể, đi qua thành bụng. Sau khi sinh các cơ quan này được tiếp xúc trực tiếp với không khí.